# مرحلة خروج المغلوب في كأس الاتحاد العربي للأندية 2012–13
جرت مباريات مرحلة خروج المغلوب في كأس الاتحاد العربي للأندية 2012–13 في الفترة من 8 فبراير إلى 14 مايو 2013. نافست 8 فرق في مرحلة الذهاب لتحديد بطل كأس الاتحاد العربي للأندية 2012–13.

## الشكل
وقد تم حسم جميع مواجهات خروج المغلوب على امتداد مباراتين، مع استخدام الأهداف الكلية لتحديد الفائز. وإذا كان الجانبان متعادلان بشكل كلي بعد المرحلة الثانية، طبقت قاعدة الأهداف على أرض الخصم، وإذا كان لا يزال التعادل هو السائد، تذهب المواجهة لركلات جزاء ترجيحية بعد وقت إضافي.

## الجدول الزمني
كان جدول كل جولة كما يلي.
| الدور       | المحطة الأولى    | المحطة الثانية    |
| ----------- | ---------------- | ----------------- |
| ربع النهائي | 8–13 فبراير 2013 | 26–27 فبراير 2013 |
| نصف النهائي | 12 مارس 2013     | 2–3 أبريل 2013    |
| النهائي     | 24 أبريل 2013    | 14 مايو 2013      |

## الفرق المتأهلة
وتخلل مرحلة خروج المغلوب ثمانية فرق: أربعة من منطقة أفريقيا وأربعة من منطقة اسيا في الدور ربع النهائي.
| - فرق منطقة أفريقيا: - شباب بلوزداد - اتحاد الجزائر - النادي الإسماعيلي - نادي الرجاء الرياضي | - فرق منطقة آسيا: - نادي القوة الجوية - نادي البقعة - العربي - النصر |

## القوس
|  | ربع النهائي                                                 | ربع النهائي                                                 | ربع النهائي         | ربع النهائي   |       |       | نصف النهائي                                             | نصف النهائي                                             | نصف النهائي | نصف النهائي |       |  | النهائي | النهائي | النهائي                | النهائي                |   |   |   |
|  |                                                             |                                                             |                     |               |       |       |                                                         |                                                         |             |             |       |  |         |         |                        |                        |   |   |   |
|  | نادي النصر (السعودية)                                       | نادي النصر (السعودية)                                       | 3                   | 0             | 3     |       |                                                         |                                                         |             |             |       |  |         |         |                        |                        |   |   |   |
|  | النادي العربي (الكويت)                                      | النادي العربي (الكويت)                                      | 2                   | 2             | 4     |       |                                                         |                                                         |             |             |       |  |         |         |                        |                        |   |   |   |
|  | النادي العربي (الكويت)                                      | النادي العربي (الكويت)                                      | 2                   | 2             | 4     |       | النادي العربي (الكويت) (قانون أهداف خارج الديار)        | النادي العربي (الكويت) (قانون أهداف خارج الديار)        | 1           | 2           | 3     |  |         |         |                        |                        |   |   |   |
|  |                                                             |                                                             |                     |               |       |       | النادي العربي (الكويت) (قانون أهداف خارج الديار)        | النادي العربي (الكويت) (قانون أهداف خارج الديار)        | 1           | 2           | 3     |  |         |         |                        |                        |   |   |   |
|  |                                                             | نادي الرجاء الرياضي                                         | نادي الرجاء الرياضي | 1             | 2     | 3     |                                                         |                                                         |             |             |       |  |         |         |                        |                        |   |   |   |
|  | نادي القوة الجوية                                           | نادي القوة الجوية                                           | نادي الرجاء الرياضي | 1             | 2     | 3     | 1                                                       | 0                                                       | 1           |             |       |  |         |         |                        |                        |   |   |   |
|  | نادي القوة الجوية                                           | نادي القوة الجوية                                           |                     |               |       |       | 1                                                       | 0                                                       | 1           |             |       |  |         |         |                        |                        |   |   |   |
|  | نادي الرجاء الرياضي                                         | نادي الرجاء الرياضي                                         | 1                   | 2             | 3     |       |                                                         |                                                         |             |             |       |  |         |         |                        |                        |   |   |   |
|  |                                                             |                                                             |                     |               |       |       |                                                         |                                                         |             |             |       |  |         |         | النادي العربي (الكويت) | النادي العربي (الكويت) | 0 | 2 | 2 |
|  |                                                             |                                                             | اتحاد الجزائر       | اتحاد الجزائر | 0     | 3     | 3                                                       |                                                         |             |             |       |  |         |         |                        |                        |   |   |   |
|  | نادي البقعة                                                 | نادي البقعة                                                 | 1                   | 2             | 3     |       |                                                         |                                                         |             |             |       |  |         |         |                        |                        |   |   |   |
|  | اتحاد الجزائر                                               | اتحاد الجزائر                                               | 6                   | 3             | 9     |       |                                                         |                                                         |             |             |       |  |         |         |                        |                        |   |   |   |
|  | اتحاد الجزائر                                               | اتحاد الجزائر                                               | 6                   | 3             | 9     |       | اتحاد الجزائر (وقت إضافي؛ ركلات جزاء ترجيحية (كرة قدم)) | اتحاد الجزائر (وقت إضافي؛ ركلات جزاء ترجيحية (كرة قدم)) | 0           | 0           | 0 (4) |  |         |         |                        |                        |   |   |   |
|  |                                                             |                                                             |                     |               |       |       | اتحاد الجزائر (وقت إضافي؛ ركلات جزاء ترجيحية (كرة قدم)) | اتحاد الجزائر (وقت إضافي؛ ركلات جزاء ترجيحية (كرة قدم)) | 0           | 0           | 0 (4) |  |         |         |                        |                        |   |   |   |
|  |                                                             | النادي الإسماعيلي                                           | النادي الإسماعيلي   | 0             | 0     | 0 (3) |                                                         |                                                         |             |             |       |  |         |         |                        |                        |   |   |   |
|  | شباب بلوزداد                                                | شباب بلوزداد                                                | النادي الإسماعيلي   | 0             | 0     | 0 (3) | 1                                                       | 1                                                       | 2 (1)       |             |       |  |         |         |                        |                        |   |   |   |
|  | شباب بلوزداد                                                | شباب بلوزداد                                                |                     |               |       |       | 1                                                       | 1                                                       | 2 (1)       |             |       |  |         |         |                        |                        |   |   |   |
|  | النادي الإسماعيلي (وقت إضافي؛ ركلات جزاء ترجيحية (كرة قدم)) | النادي الإسماعيلي (وقت إضافي؛ ركلات جزاء ترجيحية (كرة قدم)) | 1                   | 1             | 2 (4) |       |                                                         |                                                         |             |             |       |  |         |         |                        |                        |   |   |   |

## ربع النهائي
| الفريق الأول          | إجم.                                   | الفريق الثاني          | مباراة الذهاب | مباراة الإياب |
| --------------------- | -------------------------------------- | ---------------------- | ------------- | ------------- |
| نادي القوة الجوية     | 1–3                                    | نادي الرجاء الرياضي    | 1–1           | 0–2           |
| نادي البقعة           | 3–9                                    | اتحاد الجزائر          | 1–6           | 2–3           |
| شباب بلوزداد          | 2–2 (1–4 ركلات جزاء ترجيحية (كرة قدم)) | النادي الإسماعيلي      | 1–1           | 1–1 (ب.و.إ.)  |
| نادي النصر (السعودية) | 3–4                                    | النادي العربي (الكويت) | 3–2           | 0–2           |

| نادي القوة الجوية | 1–1 | نادي الرجاء الرياضي   |
| ----------------- | --- | --------------------- |
| حمادي أحمد 62'    |     | 82' عبد الفتاح بوخريص |

| نادي الرجاء الرياضي                               | 2–0 | نادي القوة الجوية |
| ------------------------------------------------- | --- | ----------------- |
| ياسين الصالحي 34' · عبد المجيد الدين الجيلاني 88' |     |                   |

فاز الرجاء الرياضي 3–1 في الإجمالي.
| نادي البقعة      | 1–6 | اتحاد الجزائر                                                    |
| ---------------- | --- | ---------------------------------------------------------------- |
| وائل الرفاعي 40' |     | 5'، 7'، 11' لعموري جديات · 19'، 90' سليم حنيفي · 59' فاروق شافعي |

| اتحاد الجزائر                                      | 3–2 | نادي البقعة                   |
| -------------------------------------------------- | --- | ----------------------------- |
| أحمد قاسمي 14' · هشام مختار 70' · بوعزة فاهم 90+1' |     | 72' عدنان عدوس · 86' L. Adous |

فاز اتحاد الجزائر 9–3 في الإجمالي.
| شباب بلوزداد      | 1–1 | النادي الإسماعيلي |
| ----------------- | --- | ----------------- |
| إسلام سليماني 56' |     | 53' عمر جمال      |

| النادي الإسماعيلي                                 | 1–1 (ب.و.إ.) | شباب بلوزداد                          |
| ------------------------------------------------- | ------------ | ------------------------------------- |
| عمرو السولية 18'                                  |              | 43' إسلام سليماني                     |
| ركلات الترجيح                                     |              |                                       |
| أحمد خيري · عمرو السولية · Abdelfadil · جون أنطوي | 4–1          | إسلام سليماني · عمارعمور · بوبكر ربيح |

فاز الإسماعيلي 4–1 في ركلات الجزاء الترجيحية.
| نادي النصر (السعودية)                                               | 3–2 | النادي العربي (الكويت)          |
| ------------------------------------------------------------------- | --- | ------------------------------- |
| رافائيل باستوس 16' · حسني عبد ربه 65' (ركلة.) · محمد السهلاوي 90+5' |     | 18' أحمد هايل · 34' Al-Moussawi |

| النادي العربي (الكويت)            | 2–0 | نادي النصر (السعودية) |
| --------------------------------- | --- | --------------------- |
| فهد الرشيدي 38' · Al-Moussawi 49' |     |                       |

فاز العربي 4–3 في الإجمالي.

## نصف النهائي
| الفريق الأول           | إجم.                                   | الفريق الثاني       | مباراة الذهاب | مباراة الإياب |
| ---------------------- | -------------------------------------- | ------------------- | ------------- | ------------- |
| اتحاد الجزائر          | 0–0 (4–3 ركلات جزاء ترجيحية (كرة قدم)) | النادي الإسماعيلي   | 0–0           | 0–0 (ب.و.إ.)  |
| النادي العربي (الكويت) | 3–3 (قانون أهداف خارج الديار)          | نادي الرجاء الرياضي | 1–1           | 2–2           |

| اتحاد الجزائر | 0–0 | النادي الإسماعيلي |
| ------------- | --- | ----------------- |
|               |     |                   |

| النادي الإسماعيلي                                            | 0–0 (ب.و.إ.) | اتحاد الجزائر                                                             |
| ------------------------------------------------------------ | ------------ | ------------------------------------------------------------------------- |
|                                                              |              |                                                                           |
| ركلات الترجيح                                                |              |                                                                           |
| أحمد خيري · عمرو السولية · El-Mohamady · جون أنطوي · Metwaly | 3–4          | سعد تجار · بوشامة نسيم · محمد ربيع مفتاح · نور الدين دهام · مختار بن موسى |

فاز اتحاد الجزائر 4–3 في ركلات الجزاء الترجيحية.
| النادي العربي (الكويت) | 1–1 | نادي الرجاء الرياضي    |
| ---------------------- | --- | ---------------------- |
| قادر فال 62'           |     | 81' عبد الإله الحافيظي |

| نادي الرجاء الرياضي        | 2–2 | النادي العربي (الكويت)            |
| -------------------------- | --- | --------------------------------- |
| Moutouali 68' (ركلة.)، 72' |     | 89' سيد محمد عدنان · 90' قادر فال |

في الإجمالي 3–3. فاز العربي في الأهداف على أرض الخصم.

## النهائي
| الفريق الأول           | إجم. | الفريق الثاني | مباراة الذهاب | مباراة الإياب |
| ---------------------- | ---- | ------------- | ------------- | ------------- |
| النادي العربي (الكويت) | 2–3  | اتحاد الجزائر | 0–0           | 2–3           |

| النادي العربي (الكويت) | 0–0 | اتحاد الجزائر |
| ---------------------- | --- | ------------- |
|                        |     |               |

| اتحاد الجزائر                                                       | 3–2 | النادي العربي (الكويت)         |
| ------------------------------------------------------------------- | --- | ------------------------------ |
| نور الدين دهام 12' · لعموري جديات 36' · محمد ربيع مفتاح 75' (ركلة.) |     | 57' قادر فال · 61' Al-Moussawi |

فاز اتحاد الجزائر 3–2 في الإجمالي.